# Simon Faber

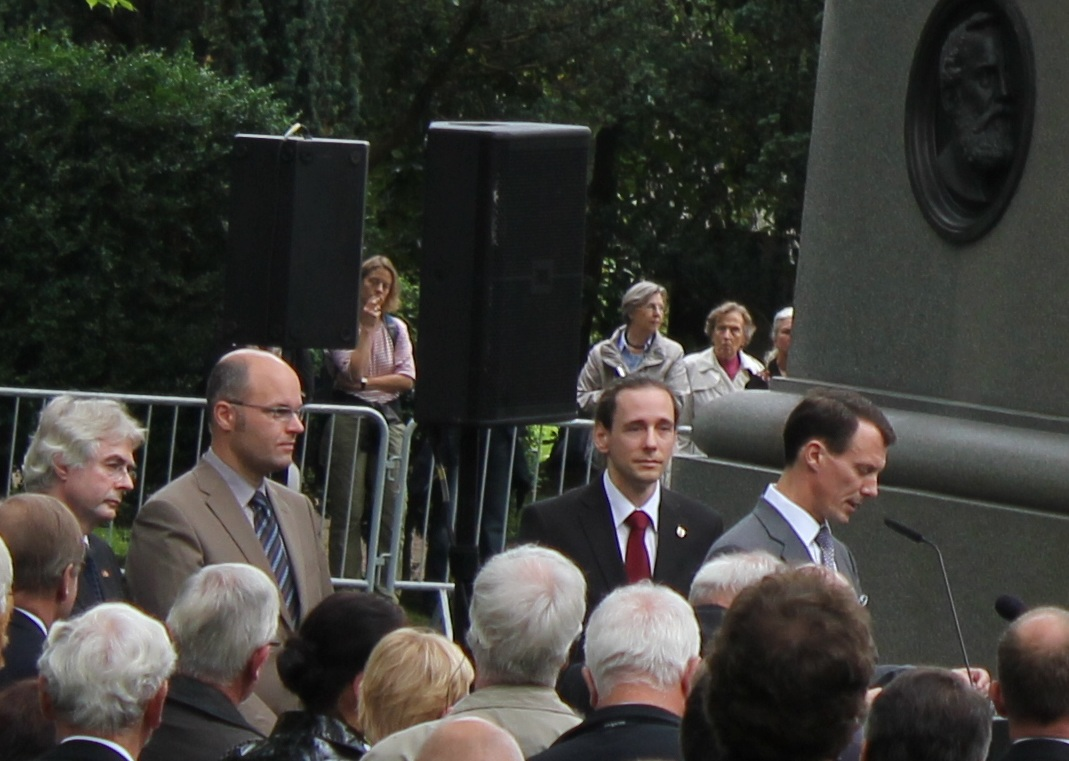
Michael Zenner, Simon Faber (zweiter von links), Christian Dewanger und Prinz Joachim bei der Wiedereinweihung des Idstedt-Löwen (2011)

Simon Faber (* 11. September 1968 in Flensburg) ist ein deutsch-dänischer Politiker (SSW) und ehemaliger Oberbürgermeister der Stadt Flensburg.

## Leben
Simon Faber wurde am 11. September 1968 in Flensburg in eine deutsche Familie hineingeboren. Sein Vater stammt aus Stettin und seine Mutter aus Hamburg. 1987 legte er das Abitur am dänischen Gymnasium in Flensburg ab und studierte nach dem Zivildienst an der Universität und am Musikkonservatorium im dänischen Aarhus die Fächer Germanistik und Musikwissenschaft. Nach Tätigkeit in einem dänischen Verlag war er von 2002 bis 2004 Chefsekretär des Intendanten des Rundfunkorchesters von Danmarks Radio.
Ab 2004 lebte Faber wieder in Flensburg. Er war bis 2010 beim dänischen Parlament als kulturpolitischer Referent der dänischen Minderheit in Deutschland tätig.
Der Südschleswigsche Wählerverband nominierte ihn im Mai 2010 als Kandidaten für die Oberbürgermeisterwahl in Flensburg am 31. Oktober 2010. Faber war im ersten Wahlgang mit 19,4 % der Stimmen Zweitplatzierter hinter Elfi Heesch (CDU und Bündnis 90/Die Grünen, 25,1 %) und vor Thede Boysen (SPD, 18,2 %). Im zweiten Wahlgang am 21. November 2010 konnte er sich mit 54,8 % der Stimmen gegen Elfi Heesch (45,2 %) durchsetzen und trat am 15. Januar 2011 die Nachfolge des bisherigen Oberbürgermeisters Klaus Tscheuschner an, der nicht wieder kandidiert hatte.
Bei der nächsten Oberbürgermeisterwahl am 5. Juni 2016 unterlag Faber im ersten Wahlgang gegen die gemeinsam von SPD, CDU und Grünen aufgestellte Kandidatin Simone Lange, die auf 51,4 Prozent der Stimmen kam. Der bis zum 15. Januar 2017 amtierende Oberbürgermeister belegte dabei mit 22,8 Prozent der Stimmen den zweiten Platz.
Nach seiner Tätigkeit als Oberbürgermeister war Faber in seinem jetzigen Wohnort Aabenraa als Projektleiter für die Feierlichkeiten zum 100. Jubiläum der Volksabstimmung in Schleswig und der dadurch erfolgten Rückgabe Nordschleswigs an Dänemark am 15. Juni 1920 tätig, die coronabedingt erst 2021 abgehalten werden konnten. In diesem Zusammenhang wurde er mit dem dänischen Ritterkreuz ausgezeichnet.